# 郭雷 (1966年)
郭雷（1966年4月—），男，汉族，山东威海人，生于山东曲阜，中国控制科学与工程专家，北京航空航天大学自动化科学与电气工程学院教授。